# Ferdinand Steinringer
Ferdinand Steinringer OSB (* 9. Juni 1796 in Klagenfurt; † 2. Mai 1866 ebenda) war ein österreichischer Benediktiner und Abt des Stiftes St. Paul im Lavanttal.

## Leben
Der Sohn eines Klagenfurter Bürgers trat 1815 in die Abtei St. Paul im Lavanttal ein, wurde 1819 zum Priester geweiht und war dann Lehrer am Stiftsgymnasium. 1820 kam er als Professor an das Lyzeum nach Klagenfurt und lehrte dort von 1826 bis 1840 die Philosophie. 1840 wurde er in der Nachfolge des verstorbenen Meinrad Amann zum Abt gewählt.
Durch Modernisierung der Landwirtschaft gelang es ihm, die drückende Schuldenlast des Stiftes abzubauen. Er ließ mehrere Wirtschaftsgebäude errichten und die Stiftskirche renovieren. Selbst ein Anhänger der Lehre des Philosophen Anton Günther, kümmerte er sich um Bildung und Wissenschaft. Er machte das Stiftsarchiv zugänglich, erweiterte den Bibliotheksbestand und ließ die Stiftsmitglieder an auswärtigen Universitäten studieren. Auch das Stiftsgymnasium St. Paul erweiterte er nach Auflösung des Klagenfurter Lyzeums. Er war erzbischöflicher Konsistorialrat und wurde 1860 mit dem Ritterkreuz des Franz-Joseph-Ordens ausgezeichnet. 